# IC 3092
IC 3092 је спирална галаксија у сазвјежђу Дјевица која се налази на листи објеката дубоког неба у Индекс каталогу.
Деклинација објекта је + 10° 2' 47" а ректасцензија 12h 16m 32,2s. Привидна величина (магнитуда) објекта IC 3092 износи 15,2 а фотографска магнитуда 16,0.